# Stettin (brise-glace)
Pour les articles homonymes, voir Stettin (homonymie).
Le Stettin est un brise-glace à vapeur construit en 1933 aux chantiers navals Stettiner Oderwerke à Stettin (aujourd'hui Szczecin en Pologne) pour assurer la navigation commerciale en mer Baltique et sur l'Oder pendant l'hiver.
Le 8 avril 1940, il participa à la prise de Copenhague.
Il sert aujourd'hui de navire musée au Museumshafen Oevelgönne  (port-musée d'Oevelgönne) de Hambourg.